# NBA 1959/60
NBA 1959/60 was het 14e seizoen van de NBA. Het begon op 17 oktober 1959 en eindigde op 9 april 1960, toen Boston Celtics de zevende wedstrijd van de NBA Finale met 122-103 won en daarmee op 4-3 kwam in de serie tegen verliezend finalist St. Louis Hawks. Wilt Chamberlain van Philadelphia Warriors werd verkozen tot NBA Most Valuable Player. Boston Celtics werd voor het tweede jaar op rij - en voor de derde keer in vier jaar tijd - NBA-kampioen.
NBA 1959/60 was het eerste jaar waarin Bill Russell (Boston Celtics) en Wilt Chamberlain elkaar bestreden op het basketbalveld. Zij zouden de jaren 60 domineren als elkaars grote rivalen. De enige NBA-finale die Boston van 1960 tot en met 1969 verloor was die van 1966/67 tegen het Philadelphia 76ers van Chamberlain. In die jaren werden Russell en Chamberlain allebei vier keer verkozen tot MVP en allebei tien keer opgenomen in het All-Star-team.
De Lakers speelden dit seizoen voor het laatst als Minneapolis Lakers. De club verhuisde voor aanvang van 1960/61 naar Los Angeles en doopte de clubnaam om in Los Angeles Lakers.

## Eindstand regulier seizoen
| Eastern Conference    | W  | V  |
| --------------------- | -- | -- |
| Boston Celtics        | 59 | 16 |
| Philadelphia Warriors | 49 | 26 |
| Syracuse Nationals    | 45 | 30 |
| New York Knicks       | 27 | 48 |

| Western Conference | W  | V  |
| ------------------ | -- | -- |
| St. Louis Hawks    | 46 | 29 |
| Detroit Pistons    | 30 | 45 |
| Minneapolis Lakers | 25 | 50 |
| Cincinnati Royals  | 19 | 56 |

## Playoffs
|  | Division Semifinals   | Division Semifinals   |                |   | Division Finals | Division Finals |  |  | NBA Finals | NBA Finals |
|  |                       |                       |                |   |                 |                 |  |  |            |            |
|  |                       |                       |                |   |                 |                 |  |  |            |            |
|  |                       |                       |                |   |                 |                 |  |  |            |            |
|  |                       |                       |                |   |                 |                 |  |  |            |            |
|  | Boston Celtics        |                       |                |   |                 |                 |  |  |            |            |
|  |                       |                       |                |   |                 |                 |  |  |            |            |
|  | Bye                   |                       |                |   |                 |                 |  |  |            |            |
|  | Boston Celtics        | 4                     |                |   |                 |                 |  |  |            |            |
|  | Boston Celtics        | 4                     |                |   |                 |                 |  |  |            |            |
|  |                       | Philadelphia Warriors | 2              |   |                 |                 |  |  |            |            |
|  | Syracuse Nationals    | Philadelphia Warriors | 2              | 1 |                 |                 |  |  |            |            |
|  | Syracuse Nationals    |                       |                | 1 |                 |                 |  |  |            |            |
|  | Philadelphia Warriors | 2                     |                |   |                 |                 |  |  |            |            |
|  | Philadelphia Warriors | 2                     | Boston Celtics | 4 |                 |                 |  |  |            |            |
|  |                       |                       | Boston Celtics | 4 |                 |                 |  |  |            |            |
|  |                       | St. Louis Hawks       | 3              |   |                 |                 |  |  |            |            |
|  | St. Louis Hawks       | St. Louis Hawks       | 3              |   |                 |                 |  |  |            |            |
|  |                       |                       |                |   |                 |                 |  |  |            |            |
|  | Bye                   |                       |                |   |                 |                 |  |  |            |            |
|  | St. Louis Hawks       | 4                     |                |   |                 |                 |  |  |            |            |
|  | St. Louis Hawks       | 4                     |                |   |                 |                 |  |  |            |            |
|  |                       | Minneapolis Lakers    | 3              |   |                 |                 |  |  |            |            |
|  | Minneapolis Lakers    | Minneapolis Lakers    | 3              | 2 |                 |                 |  |  |            |            |
|  | Minneapolis Lakers    |                       |                | 2 |                 |                 |  |  |            |            |
|  | Detroit Pistons       | 0                     |                |   |                 |                 |  |  |            |            |
|  | Detroit Pistons       | 0                     |                |   |                 |                 |  |  |            |            |

## Beste statistieken
- Meeste punten: Wilt Chamberlain (Philadelphia Warriors)
- Meeste rebounds: Wilt Chamberlain (Philadelphia Warriors)
- Meeste assists: Bob Cousy (Boston Celtics)
- Hoogste percentage veldscores: Kenny Sears (New York Knicks)
- Hoogste percentage vrije worpen: Dolph Schayes (Syracuse Nationals)

1950 · 1951 · 1952 · 1953 · 1954 · 1955 · 1956 · 1957 · 1958 · 1959 · 
1960 · 1961 · 1962 · 1963 · 1964 · 1965 · 1966 · 1967 · 1968 · 1969 · 
1970 · 1971 · 1972 · 1973 · 1974 · 1975 · 1976 · 1977 · 1978 · 1979 · 
1980 · 1981 · 1982 · 1983 · 1984 · 1985 · 1986 · 1987 · 1988 · 1989 · 
1990 · 1991 · 1992 · 1993 · 1994 · 1995 · 1996 · 1997 · 1998 · 1999 · 
2000 · 2001 · 2002 · 2003 · 2004 · 2005 · 2006 · 2007 · 2008 · 2009 · 
2010 · 2011 · 2012 · 2013 · 2014 · 2015 · 2016 · 2017 · 2018 · 2019 · 
2020 · 2021 · 2022 · 2023 · 2024